# 中本アドバンストフィルム
中本アドバンストフィルム株式会社（なかもとアドバンストフィルム、英:  Nakamoto Advanced film CO., LTD.）は、愛知県愛知郡東郷町に本社を置く多層チューブフィルムを製造する企業。旧社名はMICS化学株式会社。中本パックスの100%子会社。

## 概要
「多層チューブフィルム」とはナイロン、ポリエチレンなどの複数の樹脂を層状に組み合わせたチューブ状の複合フィルムで、耐熱性、耐寒性、ガス遮断性などの機能を付与できるため食品用、産業用及び医療用など用途は多岐に渡る。
中本パックスは2023年10月17日、盛田エンタプライズ株式会社が保有している全株式を株式公開買付けにより取得する事や、株式交換によりMICS化学を完全子会社化する事を発表。MICS化学は2023年11月22日に中本パックスの持分法適用関連会社となった。2024年1月30日に上場廃止となり、同年2月1日に株式交換により中本パックスの完全子会社となった。
中本パックス傘下入りに伴い、2024年8月1日付で商号を中本アドバンストフィルム株式会社に変更した。

## 沿革
- 1959年（昭和34年） - 株式会社マルトラ本社の化成品部門として創業
- 1971年（昭和46年）4月26日 - 株式会社マルトラ本社から分離し、オザキ軽化学株式会社設立[2]。
- 1994年（平成6年）5月 - 株式を店頭公開（現在のJASDAQ）[2]。
- 1999年（平成11年）10月 - ISO 9001認証を取得[2]。
- 2001年（平成13年）4月 - ISO 14001認証を取得[2]。
- 2005年（平成17年）3月 - 現在地に本社移転[2]。
- 2006年（平成18年）3月 - 株式公開買付けにより、盛田エンタプライズが親会社となる[2]。
- 2008年（平成20年）
  - 10月31日 - エイワファインプロセシング株式会社と資本提携。
  - 11月1日 - MICS化学株式会社に社名変更[2]。
- 2010年（平成22年）
  - 9月30日 - エイワファインプロセシング株式会社を子会社化[2]。
  - 10月5日 - 盛田エンタプライズが親会社でなくなり、「その他の関係会社」となる。
- 2012年（平成24年）3月 - 愛知ブランド企業に認定される[2]。
- 2023年（令和5年）11月22日 - 株式公開買付けにより、中本パックスの持分法適用関連会社となる。
- 2024年（令和6年）
  - 1月30日 - 東京証券取引所スタンダード市場上場廃止。
  - 2月1日 - 株式交換により、中本パックスの完全子会社となる。
  - 8月1日 - 中本アドバンストフィルム株式会社に社名変更。

## 事業所
- 本社、本社製造所（愛知県愛知郡東郷町）
- 東京製造所（埼玉県越谷市）
- 札幌製造所（北海道札幌市手稲区）

## 関連会社
- エイワファインプロセシング株式会社